# 長月 神無月
『長月 神無月』（ながつき かんなづき）は、1976年12月5日に日本フォノグラムから発売された矢野顕子の1枚目のライブ・アルバム、通算2枚目のアルバム。
CDは1988年に徳間ジャパンから、および2011年にミディから発売された。

## 概要
1976年9月12日、渋谷公会堂で行われた矢野顕子のデビューコンサートを録音したものである。ただし、「待ちぼうけ」から「あの町この町」までは芝郵便貯金ホールおける同年10月の録音である。「長月 神無月」のタイトルは、収録された月が長月（9月）、神無月（10月）であったことに由来する。本アルバムのみに収録されている楽曲も多く、ライブ録音されたオリジナルアルバムの性格も持つ。
1-8は矢野のピアノ弾き語り、9以降は邦楽の演奏家を含むバンド演奏である。

## 参加者
- 矢野顕子：ボーカル、ピアノ、キーボード (mini-moog)
- 駒沢宏季：スティールギター、パーカッション、コーラス
- 平野融：ベース、コーラス
- 上原裕：ドラム、水笛
- かしぶち哲郎：和太鼓、チャンチキ、ティンパニー、鈴
- 堅田喜三久：つづみ、虫笛
- 山上進：津軽三味線、囃子笛

## 収録曲
1. あんたがたどこさ（わらべうた）
2. あわて床屋
作詞：北原白秋 / 作曲：山田耕筰
3. いもむし ごろごろ（わらべうた）
4. 待ちぼうけ
作詞：北原白秋 / 作曲：山田耕筰
5. アメフリ
作詞：北原白秋 / 作曲：中山晋平
6. 相合傘
作詞・作曲：細野晴臣
  - 細野晴臣の曲のカバー。
7. 金太郎
作詞：石原和三郎 / 作曲：田村虎蔵
8. あの町この町
作詞：野口雨情 / 作曲：中山晋平
9. 風太II
作詞・作曲：矢野顕子
10. 君が代
作詞：日本国国歌 / 作曲：林広守
  - 本演奏はインストゥルメンタルである。
11. 達者でナ
作詞：横井弘 / 作曲：中野忠晴
  - 三橋美智也の曲のカバー。
12. 絹街道
作詞・作曲：細野晴臣
  - 細野晴臣の曲のカバー。原曲は『トロピカル・ダンディー』（1975年）収録。
13. 津軽ツアー
作詞・作曲：矢野顕子
14. ジャイアンツを恋うる歌
作詞：矢野顕子 / 作曲：Edmundo Zaldirar
  - 原曲はペルー民謡の「ウマウアケーニョ」である。